# 37 (журнал)
«37»  — самиздатский литературный и религиозно-философский журнал, выходивший в 1976—1981 годах в Ленинграде. В предисловии к первому номеру указывалось, что главной задачей журнала является стремление «вывести культуру общения из дописьменного состояния».

## Происхождение названия
37 — номер квартиры, которую снимали супруги Виктор Кривулин и Татьяна Го́ричева пополам с Львом Рудкевичем (по адресу Курляндская улица, дом 20), и в которой также проводился философско-религиозный семинар под руководством Т. Горичевой. Название также имело другой, скрытый смысл: в математике есть число {\displaystyle e} — гармоническая постоянная, возможность оптимального выбора; единица, разделённая на это число, приблизительно равняется 0,37. В. Кривулин позднее писал, что {\displaystyle e} остаётся для него «метафорой творчества». Кроме того, число 37 явственным образом напоминало о 1937 годе и Большом терроре.

## Характеристики издания
Тираж журнала составлял от 5 до 100 экземпляров, объём — от 90 до 350 страниц. Всего был выпущен 21 номер: № 1—9 в 1976, № 10—13 в 1977, № 14—16 в 1978, № 17—19 в 1979, № 20 в 1980, № 21 в 1981. Экземпляры издания иногда переплетались кустарным низкокачественным способом, иногда — профессиональными переплётчиками. «37» распространялся на бесплатной основе, и ни члены редколлегии, ни авторы текстов, ни машинистки не получали за свой труд материального вознаграждения.

## Редколлегия
В состав редколлегии первоначально входили В. Кривулин (отделы поэзии, прозы, публикаций, литературоведения, хроники), Т. Горичева (отдел религии и философии, до вынужденной эмиграции в 1980) и Л. Рудкевич (отдел науки, вплоть до отъезда Л. Рудкевича в эмиграцию летом 1977 года). Впоследствии отдел религии и философии редактировался Евгением Пазухиным и Виктором Антоновым. С конца 1976 года по конец 1978 года членом редколлегии также была Наталья Шарымова (псевдоним Кононова), взявшая на себя отделы публикаций и прозы (она же с № 3 по № 10 являлась ответственным секретарём). Техническим редактором и переплётчицей многих номеров (а с лета 1977 года — и ответственным секретарём) являлась Наталия Малаховская.

## Особенности издания
Одним из концептуально-композиционных мотивов «37» стало дистанцирование от облика и задач «толстого литературного журнала» по образу, сформированному ещё в XIX веке и ставшему каноническим в советских образцах. Канон «толстого журнала» предполагал соединение большой прозы с продолжением в нескольких номерах, небольших подборок стихов и статей, посвященных литературному процессу или его истории и его представителям как гарнир к основному прозаическому блюду.
В «37» большая проза появлялась периодически, но без продолжения из номера в номер, а целиком; стихи же печатались тоже стихотворными книгами. Так, была опубликована книга Вс. Некрасова «Стихи из журнала», которая на годы определила хрестоматийный состав некрасовских стихов. Так же как книги стихов Е. Шварц, С. Стратановского, О. Седаковой, А. Миронова и др.
Важной подробностью была публикация, наравне с поэтами ленинградского андеграунда, поэтов московского концептуализма — Д. Пригова, Л. Рубинштейна, а также других представителей московского андеграунда — И. Жданова, Г. Сапгира, Е. Харитонова, документация (с фотографиями) перфомансов группы «Коллективные действия», видеоинсталляций Ф. Инфанте. Важными были публикации авторов неофициальной литературы из других городов:  в том числе прозы львовского прозаика Э. Буряковской с графическим иллюстрациями А. Аксинина. Публикация московской неофициальной литературы было принципиальным жестом, демонстрирующим поэтам ленинградской «второй культуры» их более традиционный и классический статус по сравнению с куда большей эстетической продвинутостью москвичей.
Прозаический отдел не занимал главенствующего положения во всё время существования журнала. В первых двух номерах были напечатаны главы из романа Георгия Сомова «Cholera Morbus», посвящённого Александру Пушкину и отличающегося синкопическим, ритмически усложнённым стилем повествования в духе Андрея Белого. Впоследствии в журнале среди прочего были опубликованы: автобиографическая повесть Марьяны Козыревой «Девочка перед дверью» (о детских переживаниях, совпавших с годами Большого террора), повесть Бориса Иванова «Подонок» (о неофициальной культуре в Ленинграде 1960-х годов), повесть Беллы Улановской «Альбиносы» (образец литературы «потока сознания»).
Научный отдел просуществовал относительно недолго (до эмиграции Л. Рудкевича) и появлялся лишь от случая к случаю. На его страницах публиковались материалы из архива Александра Любищева, статьи Л. Рудкевича о психоморфологии человека, выдержки из произведений Карла Поппера.

## Журнальная критика и переводы

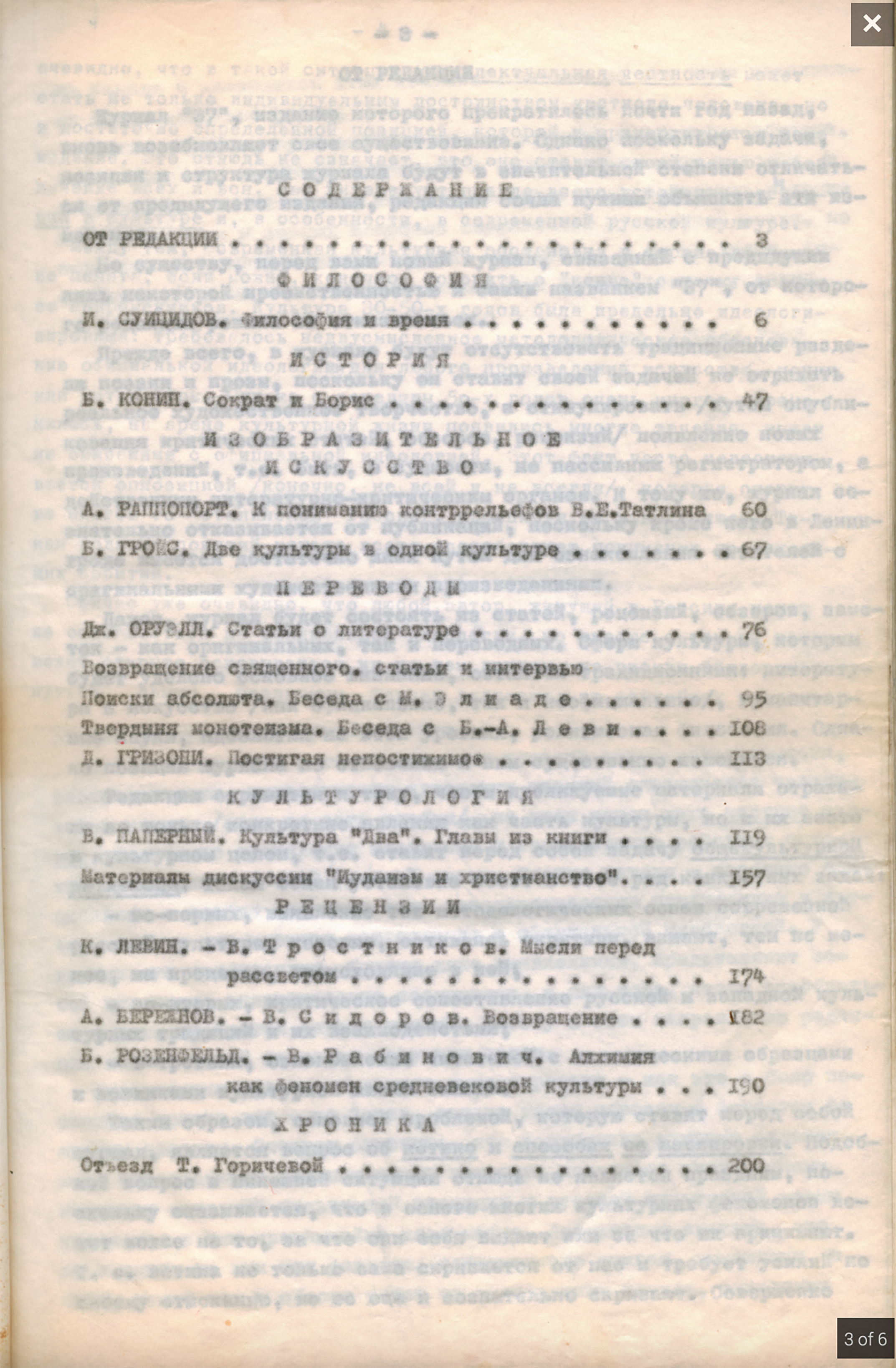
Журнал «Тридцать Семь» / 37. — №20, август-октябрь 1980. — Л.: Самиздат, 1980. — 200 с.; 30х21,5 см.

Важной особенностью «37» стала куда более современная и продвинутая критика. Что особенно проявилось после эмиграции курировавшей этот раздел Т. Горичевой и ослабления религиозно-философской составляющей, что привело к разногласиям в редакции и расколу, когда из редакции вышли В. Антонов и Е. Пазухин, протестовавшие против изменения религиозной направленности журнала.
Возрастающее влияние на политику журнала и его трансформацию оказывал Б. Гройс. Он начинал как участник религиозно-философского семинара Горичевой, писал статьи на религиозно-философские темы, среди которых — «Феноменологическая переписка» с Т. Горичевой. Затем стал отдавать предпочтение статьям по теории искусства и культурологии, которые публиковал и раньше, но не столь часто. Именно в журнале «37» (№ 15 за 1978) Гройсом была опубликована первая версия его одной из наиболее знаменитых статьей «Московский романтический концептуализм» (впоследствии перепечатанной «Литературным "А-Я"»), положившей начало отечественной постмодернистской критике. Публиковался Гройс как под своим именем, так и под псевдонимами Игорь Суицидов и Борис Иноземцев.
Не менее важным был вклад Гройса в развитие отдела переводов журнала. Гройс первым перевел на русский язык ряд рассказов Х. Л. Борхеса и публиковал статьи о нём, послужившие мостом для восприятия текстов московского концептуализма.
Также в отделе переводов были опубликованы «черная нью-йоркская проза» Джона Лероя, публицистика Дж. Оруэлла, тексты Кришнамурти.

## Трансформация журнала
После вынужденной эмиграции Горичевой (из-за преследований КГБ после публикации альманаха «Женщина и Россия» и феминистического журнала «Мария»), выхода из редакции Антонова и Пузухина, в редакцию были приглашены молодые филологи Л. Жмудь и С. Тахтаджян, принесшие с собой обостренную социальность и интерес к новой критике. В результате два последних номера (перед окончательным запретом журнала КГБ) существенно видоизменили облик и смысл «37».
№ 20, вышедший в октябре 1980 после почти годичного перерыва и посвященный Т. Горичевой, оказался лишенным поэтического раздела (перекочевавшим в поэтический журнал «Северная почта», который Кривулин стал издавать вместе с С. Дедюлиным), а также лишился прозы, отдавая свои страницы исключительно под критику. В этом и последующем 21-м номере были опубликованы главы из книги московского историка и теоретика архитектуры В. Паперного «Культура-2», впоследствии многократно перепечатывавшейся, статьи А. Раппапорта «К пониманию барельефов В. Е. Татлина», Б. Гройса «Две культуры в одной культуре» и «Истоки и смысл русского постструктурализма», пространная работа К. Бутырина о поэзии С. Стратановского, статьи С. Тахтаджяна (Л. Жмудь под нажимом КГБ был вынужден выйти из состава редакции).
Эти трансформации подчеркивало редакционное предисловие к 20-му номеру, в котором читатель предупреждался, что «по существу перед вами новый журнал, связанный с предыдущим лишь некоторой преемственностью и самим названием „37“, от которого редакция решила не отказываться».

## Итоги
«37» по сравнению с другими самиздатскими журналами ленинградской «второй культуры» пользовался повышенным интересом как внутри страны, так и за рубежом, материалы часто перепечатывались и рецензировались.
По мнению Кривулина:

«Журнал существовал не для того, чтобы доказать возможность существования независимой культуры. Его главная цель заключалась в том, чтобы нащупать и сделать очевидной границу допустимого высказывания, обозначить пределы интеллектуальной свободы человека в условиях эстетико-идеологического прессинга советского официоза 70-х годов».

Отмечая атмосферу в редакции, Кривулин писал, что все люди, причастные к изданию журнала:

«работали с крайним напряжением. Будущие номера обсуждали до хрипоты, доходило до ссор. Атмосфера… была накалённой, на грани истерики, но такое напряжение, на мой взгляд, необходимое условие существования человека в культуре».

После ряда обысков, проведенных в квартире Кривулина, разнообразных угроз КГБ, отъезда в эмиграцию Б. Гройса спустя год после вынужденной эмиграции Т. Горичевой и отказа от участия в редактировании журнала молодых и амбициозных редакторов, на которых оказывалось давление КГБ, журнал вынужден был прекратить издание.
В. Кривулину в качестве компенсации было предложено возглавить первую версию того, что впоследствии стало называться Клубом-81, но он отказался.